# Bobek Bryen
Bobek Bryen, vlastním jménem Ladislav Bobek, (30. května 1909, Kladno – 14. února 1983, Praha) byl kapelník, houslista, a hráč na bicí.

## Život
V dětství se učil na housle. Počátkem třicátých let působil jako bubeník v různých kapelách. Od roku 1933 vedl kapelu Atrakční orchestr Bobeka Bryena, s kterým účinkoval v pražském nočním podniku Alhambra. Ohlas si orchestr získal v roce 1938 v kavárně Savoy v Brně. Kapela v letech 1939–40 přešla k velkému swingovému obsazení a získala stálé angažmá v kavárně Fénix v Praze na Václavském náměstí.
Po únoru 1948 se orchestr přetvořil na malou barovou skupinu a postupně ztrácel na významu.
S orchestrem spolupracovali např. Miloslav Ducháč, Ladislav Habart, Sláva Eman Nováček, Jan Rychlík, Jiří Verberger nebo zpěváci Arnošt Kavka, Olga Orlová, Karen Ostrá, Božena Portová, Standa Procházka, Zdena Vincíková, Inka Zemánková, Sestry Skovajsovy.